# Gnophos anastomosis
Gnophos anastomosis là một loài bướm đêm trong họ Geometridae.